# Прати ме
Прати ме (енгл. Take This Waltz) канадски је филм из 2011. године редитељке, сценаристкиње и продуценткиње Саре Поли у коме главне улоге тумаче Мишел Вилијамс, Сет Роген, Сара Силверман и Лук Кирби.

## Улоге
| Глумац           | Улога      |
| ---------------- | ---------- |
| Мишел Вилијамс   | Марго      |
| Сет Роген        | Лу Рубин   |
| Сара Силверман   | Џералдин   |
| Лук Кирби        | Данијел    |
| Арон Ејбрамс     | Арон Рубин |
| Џенифер Подемски | Карен      |